# Bombningen av Rotterdam
Bombningen av Rotterdam utfördes av det tyska Luftwaffe den 14 maj 1940 under Fall Gelb i den inledande fasen av andra världskriget. Terrorbombningen ledde till att nederländarna tvingades kapitulera.

## Situationen på marken

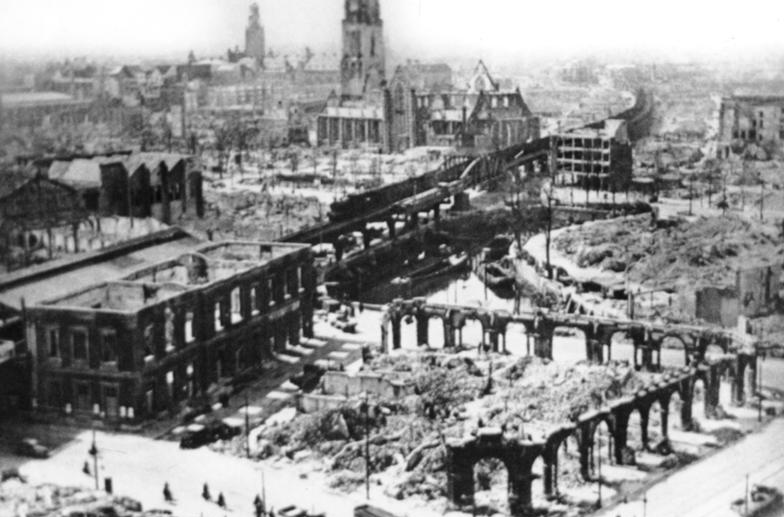
Järnvägsstationen och Laurenskyrkan

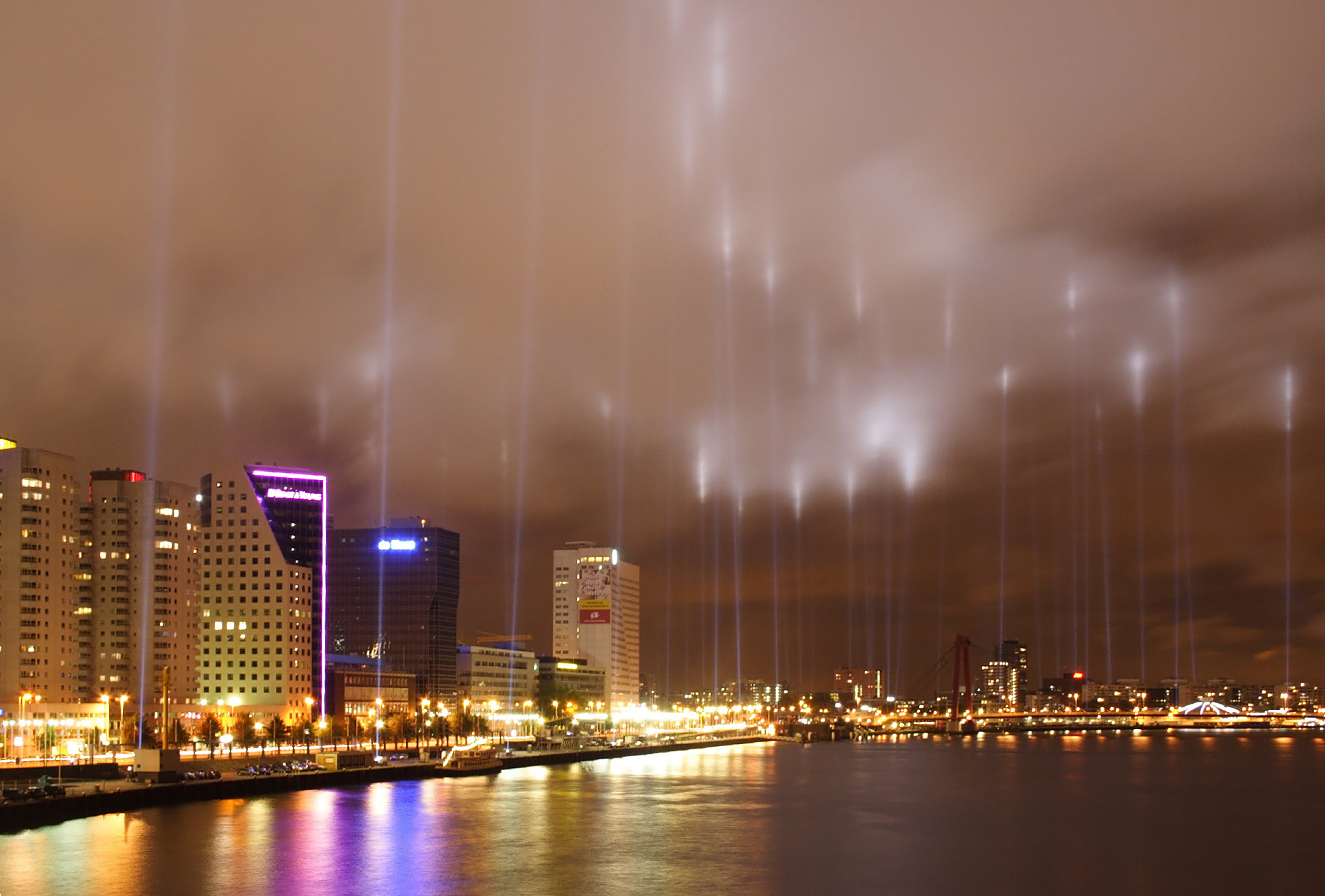
Ljusspel i Rotterdam i maj 2007 till minne av bombningarna

Situationen på marken i Rotterdam på morgonen den 13 maj 1940 var låst. Nederländska styrkor under överste Scharroo höll den norra stranden av floden Nieuwe Maas, som flyter genom staden. På den södra sidan fanns de tyska luftburna styrkorna under general Student och de nyanlända marktrupperna under general Schmidt.

## Bombningen
Innan attacken inleddes försökte Schmidt få Scharroo att kapitulera utan strid, men Scharroo såg ingen direkt anledning att kapitulera och drog ut på förhandlingarna. Den ursprungliga tiden för attacken var satt till 13:20, men Schmidt sköt upp attacken till 16:20 och begärde att attacken skulle fördröjas ytterligare. Men just som den nederländske förhandlaren meddelade informationen hördes mullret från många tunga bombplan. Totalt ingick 90 bombplan från skvadronen Kampfgeschwader 54 i anfallet och åtminstone 57 av dem fällde sina bomber. Varför de inte hade fått ordern att avbryta anfallet tidigare är fortfarande kontroversiellt.
Man uppskattar att mellan 800 och 900 personer dödades i bombningen och 70 000 förlorade sina hem. Omkring 2,6 kvadratkilometer var nästan helt jämnade med marken. 24 978 bostäder, 24 kyrkor, 2 320 affärer, 775 lagerlokaler och 62 skolor förstördes.

## Resultat
Rotterdam var menat som att statuera exempel och tyskarna hotade att bomba flera andra nederländska städer. Den nederländska armén hade ingen möjlighet att stoppa bombplanen (det nederländska flygvapnet var praktiskt taget obefintligt vid den här tiden av kriget) och därför tvingades den nederländska regeringen att kapitulera hellre än att behöva återuppleva händelserna i Rotterdam.